# Benjamin Giezendanner

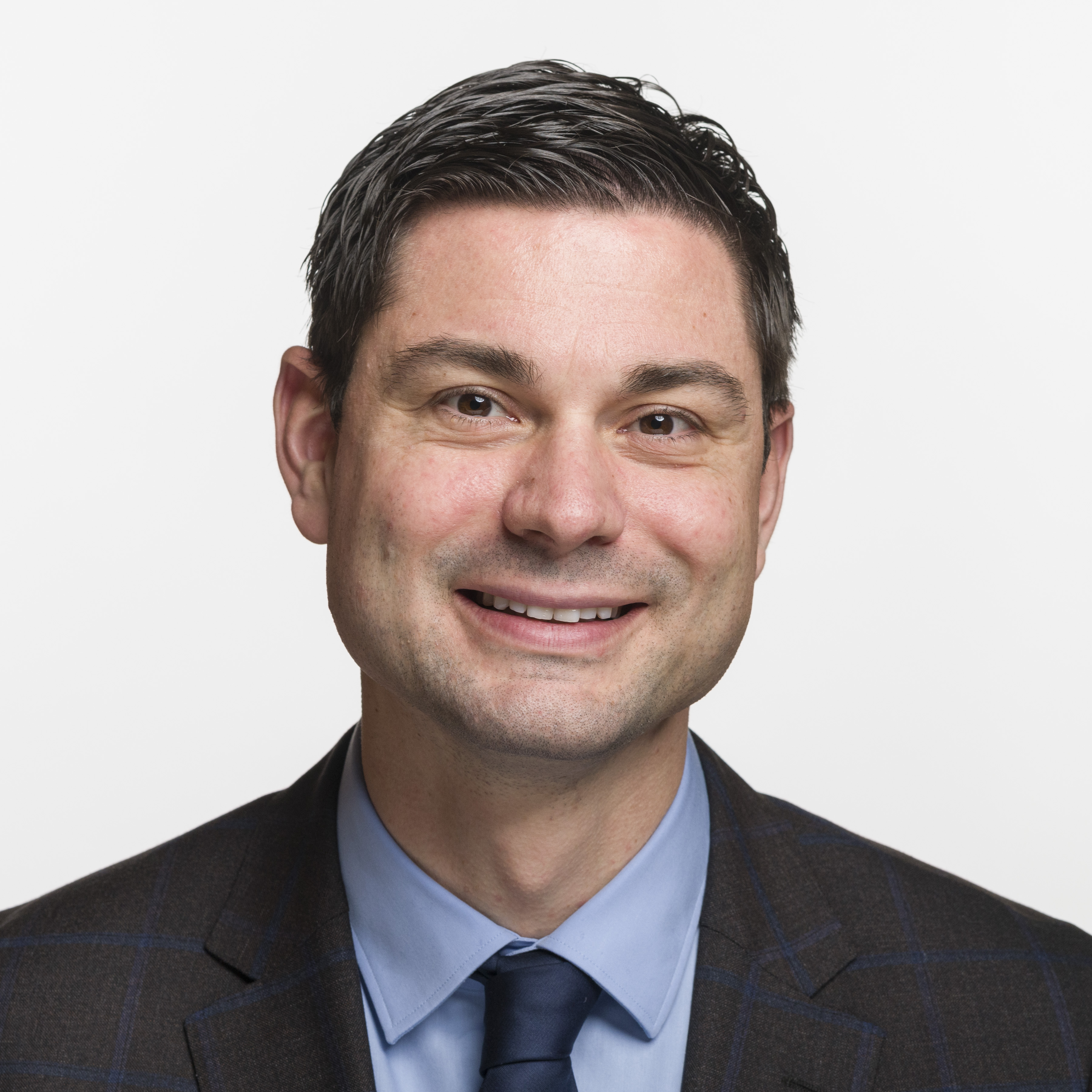
Benjamin Giezendanner (2019)

Benjamin Giezendanner (* 22. April 1982 in Langenthal; heimatberechtigt in Wattwil) ist ein Schweizer Unternehmer und Politiker (SVP).

## Leben
Giezendanner wurde als jüngster Sohn des Unternehmers und SVP-Politikers Ulrich Giezendanner (* 1953) und dessen erster Frau Helene († 1997) in Langenthal geboren. Er hatte zwei ältere Brüder und eine Schwester. Der älteste Bruder, Oliver, ist bereits im Kindesalter verstorben. Sein Bruder Stefan Giezendanner ist ebenfalls in der Politik tätig und wurde 2020 in den Grossrat gewählt. Nach der obligatorischen Schulzeit, absolvierte Giezendanner, eine kaufmännische Ausbildung auf einer Bank in Aarau. Danach arbeitete er einige Jahre im Bankfach und bildete sich betriebswirtschaftlich weiter. 2008 übernahm er mit Bruder Stefan, die Geschäftsleitung der wachsenden Giezendanner Gruppe, welche 1934 von seinem Grossvater, dem Fuhrhalter Ulrich Johann Giezendanner, gegründet wurde.
Seit 2015 ist er Teilhaber des Unternehmens, nachdem sein Vater aus der aktiven Geschäftsleitung zurücktrat. Seit 2017 ist Giezendanner als alleiniger Geschäftsführer tätig, nachdem sein älterer Bruder nur noch im Verwaltungsrat verbleibt.

## Politik
2001 wurde Giezendanner in den Grossen Rat des Kantons Aargau gewählt; mit 18 Jahren war er der jüngste gewählte Grossrat aller Zeiten. Am 23. Oktober 2016 erreichte er mit 6049 Stimmen bei den Wahlen für den Grossen Rat im Bezirk Zofingen das beste Ergebnis. 2017 wurde er mit 134 von 135 Stimmen zum Parlamentspräsidenten gewählt. Im Oktober 2019 kandidierte Giezendanner bei den Wahlen in den Nationalrat und wurde gewählt. Daraufhin gab er seinen Rücktritt aus dem Grossrat bekannt. Bei den Wahlen 2023 wurde er im Amt bestätigt. Er trat zusätzlich für den Ständerat an, er verlor im zweiten Wahlgang gegen Marianne Binder-Keller (Die Mitte).
Die politischen Schwerpunkte von Giezendanner liegen bei der Gewerbe- und Wirtschaftspolitik, der Verkehrs- und Sicherheitspolitik sowie der Familienpolitik.
Seit 2016 ist er Vorstandsmitglied des Aargauischen Gewerbeverbandes und seit 2020 Präsident. Er gehört seit 2015 dem Stiftungsrat der Aargauischen Stiftung für Freiheit und Verantwortung in Politik und Wirtschaft an.

## Privates
Giezendanner ist verheiratet, hat vier Töchter und lebt in Rothrist.
In der Schweizer Armee hat er den Grad eines Hauptmanns.